# IC 603
IC 603 је спирална галаксија у сазвјежђу Секстант која се налази на листи објеката дубоког неба у Индекс каталогу.
Деклинација објекта је - 5° 39' 22" а ректасцензија 10h 19m 25,0s. Привидна величина (магнитуда) објекта IC 603 износи 13,6 а фотографска магнитуда 14,5. IC 603 је још познат и под ознакама MCG -1-26-41, DRCG 19-6, PGC 30166.